# معامل سوبل
معامل سوبل (بالإنجليزية: Sobel operator)‏، أو ما يسمى أحيانا معامل سوبل – فيلدمان (بالإنجليزية:  Sobel–Feldman operator)‏ أو مرشح سوبل  (بالإنجليزية:  Sobel filter)‏، يستخدم في معالجة الصور ورؤية الكمبيوتر، خاصة في الكشف عن الحواف، حيث يظهر الحواف في أي مصورة معطاة. سمي هذا المعامل بهذا الاسم نسبة إلى سوبل وفيلدمان وزملائهم في جامعة ستانفورد مختبر الذكاء الاصطناعي. قدم سوبل وفيلدمان فكرة «معامل تدرج الصور المتناظرة 3x3» في عام 1968. لتقدير التدرج في دالة كثافة الصور. في كل نقطة في الصورة، نتيجة معامل سوبل–فيلدمان هي إما متجه التدرج أو حجم هذا المتجه.

## صور
|  |  |
|  |  |
|  |  |